# Megalophanes viciae
Megalophanes viciae är en fjärilsart som beskrevs av Moritz Balthasar Borkhausen 1790. Megalophanes viciae ingår i släktet Megalophanes och familjen säckspinnare. Inga underarter finns listade i Catalogue of Life.